# طلعة (جيش)
الطلعة هي نشر أو إرسال وحدة عسكرية واحدة ، سواء كانت طائرات أو سفن أو قوات برية، من نقطة قوة. الطلعة، سواءً  كانت بواسطة طائرة أو سفينة أو أكثر، عادةً ما تكون لها مهمة محددة. معدل الطلعة هو عدد الطلعات  التي يمكن أن تنفذها وحدة معينة في وقت معين. المصطلح هو تطور لمفهوم «طلعة جوية» في حرب الحصار . 
في الطيران العسكري ، تعد الطلعة الجوية مهمة قتالية لطائرة فردية ، تبدأ عندما تقلع الطائرة. على سبيل المثال ، فإن مهمة واحدة تضم ست طائرات تعني ست طلعات جوية. 